# خليل بزي
الشيخ خليل عبد الله بزي عالم دين شيعي من مدينة بنت جبيل في جنوب لبنان. ولد في عام 1896 م. تربى في أسرة مسلمة، متزوج وله 6 أولاد.

## دراسته
درس وتتلمذ في النجف على ايدي كبار علماء ومراجع الدين حتى شهد له بالفضالة وحصل على وكالات من العديد من العلماء البارزين.

## الهجرة
هاجر إلى الولايات المتحدة الأمريكية عام 1913 م. عمل على نشر الثقافة والوعي في صفوف المسلمين المهاجرين إلى الولايات المتحدة الأمريكية وكان يحمل همومه ويحاول قدر الإمكان حمايتهم من الانحراف.
كان له انجازات عديدة على الصعيد الثقافي والاجتماعي.

## وفاته
توفي في أول تشرين الأول من عام 1988 م.